# Салливан (округ, Нью-Йорк)
Округ Салливан (англ. Sullivan County) — округ штата Нью-Йорк, США. Население округа на 2000 год составляло 73962 человек. Административный центр округа — деревня Монтиселло.

## История
Округ Салливан основан в 1809 году. Источник образования округа Салливан: округ Алстер.

## География
Округ занимает площадь 2582,2 км2.

## Демография
Согласно переписи населения 2000 года, в округе Салливан проживало 73962 человек. По оценке Бюро переписи населения США, к 2009 году население увеличилось на 2,5%, до 75828 человек. Плотность населения составляла 29,4 человек на квадратный километр.